# Nattachak Hanjitkasen
Nattachak Hanjitkasen (Bangkok, 1 juni 1992) is een Thais autocoureur.

## Carrière
Hanjitkasen begon zijn autosportcarrière in 2015 in de Thailand Super Series en eindigde als zesde in de S2000-klasse dat jaar. In 2016 maakte hij de overstap naar het nieuwe TCR Thailand Touring Car Championship, waarin hij voor het TBN MK Ihere Racing Team uitkwam in de Am-klasse. Daarnaast reed hij voor dit team in zijn thuisrace op het Chang International Circuit in de TCR Asia Series en eindigde beide races als zesde. Ook kwam hij dat seizoen uit voor hetzelfde team in het raceweekend op Chang in de TCR International Series in een Honda Civic TCR, waarbij hij de eerste race als zestiende eindigde, maar in de tweede race de finish niet wist te bereiken.